# Giorgio Scalia
Giorgio Scalia (Roma, 18 aprile 1917 – mar Mediterraneo, 10 gennaio 1941) è stato un militare e nuotatore italiano.

## Biografia

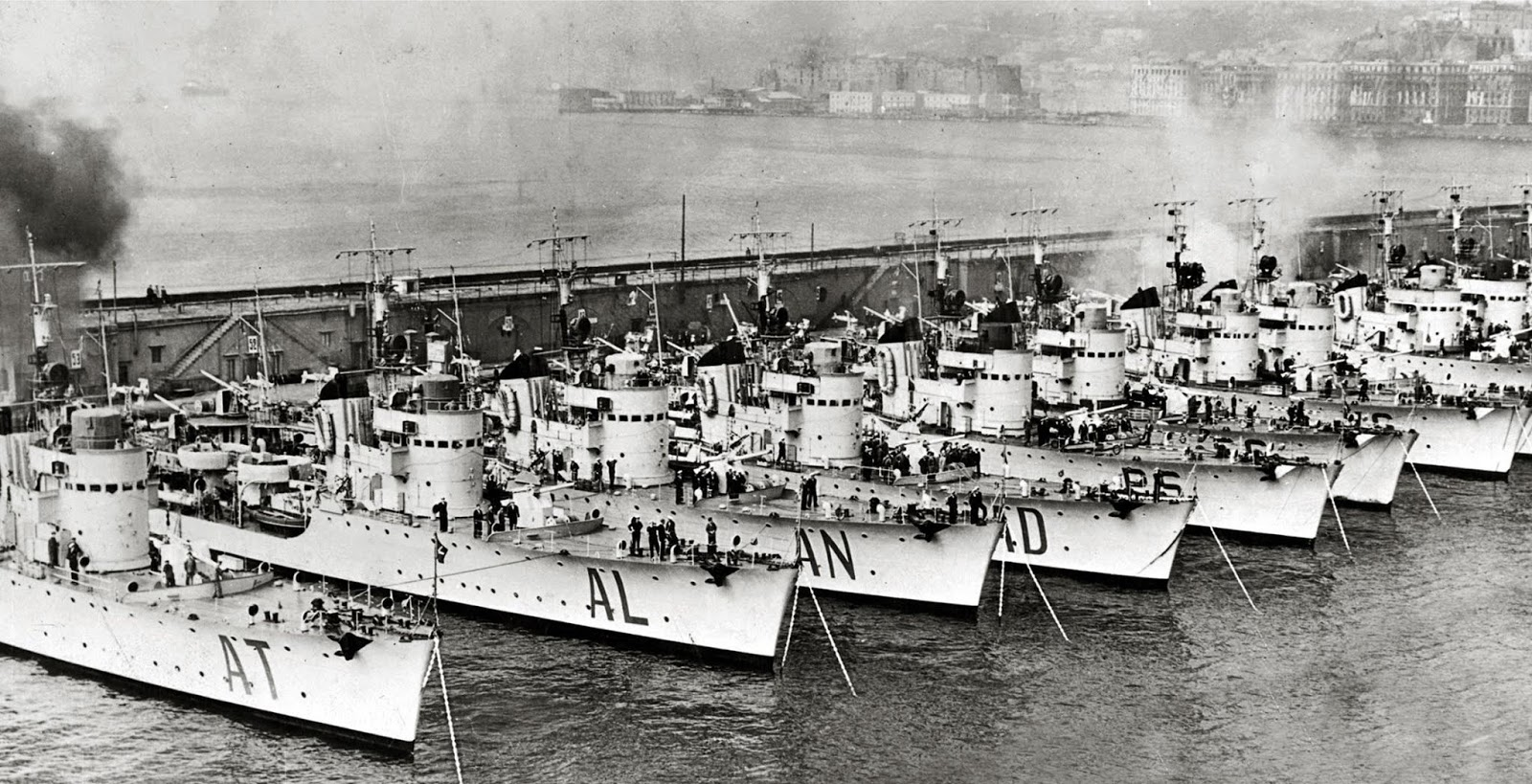
Le torpediniere Altair, Aldebaran, Antares, Andromeda, Perseo, Sagittario, e Vega ormeggiate a pacchetto a Napoli in occasione della Rivista "H" del 1938.

Giorgio Scalia era nato a Roma, figlio del commerciante Giovanni e Giulia Paris.
All'età di 17 anni si dedicò al nuoto ed in particolare ai 200 e 400 metri stile libero nelle file della Società Sportiva Lazio. Passò quindi al dorso dove fece registrare ottimi risultati tra cui la vittoria agli Agonali del GUF Romano e contribuì alla vittoria societaria nella Coppa Federale A. Nell'agosto 1936 venne convocato per un raduno della Nazionale a Sanremo e successivamente disputò, sempre con la Lazio, il campionato di pallanuoto.. Dopo la licenza liceale, Giorgio entrò all'Accademia navale di Livorno. Gli impegni lo costrinsero a diradare gli allenamenti in piscina, ma riuscì lo stesso a fregiarsi del titolo di Littore nel 1937 sui 100 m dorso. Nel 1939, al termine dei regolari corsi, conseguì la nomina a guardiamarina e nel gennaio 1940 fu promosso sottotenente di vascello. 
Con la dichiarazione di guerra fu assegnato su navi con compiti di pattugliamento e scorta nel Canale di Sicilia.
All'alba del 10 gennaio 1941 la Regia torpediniera Vega, dove era imbarcato, in navigazione insieme all'unità Circe, avvistò delle unità nemiche al largo di Pantelleria.
La nave dopo aver combattuto strenuamente ebbe la peggio colpita in più punti.
Immobilizzata in fiamme, continuò a sparare sino a che non affondò. Scalia, direttore del tiro, con la nave oramai perduta, si portò a prua e continuò il fuoco con l’unico cannone ancora funzionante, per poi affondare insieme alla nave dopo aver ceduto il proprio salvagente a un altro marinaio.
A Scalia e al comandante Giuseppe Fontana vennero assegnate le Medaglie d’Oro al Valor Militare.
Una strada di Roma porta il suo nome.